# Limba somaleză

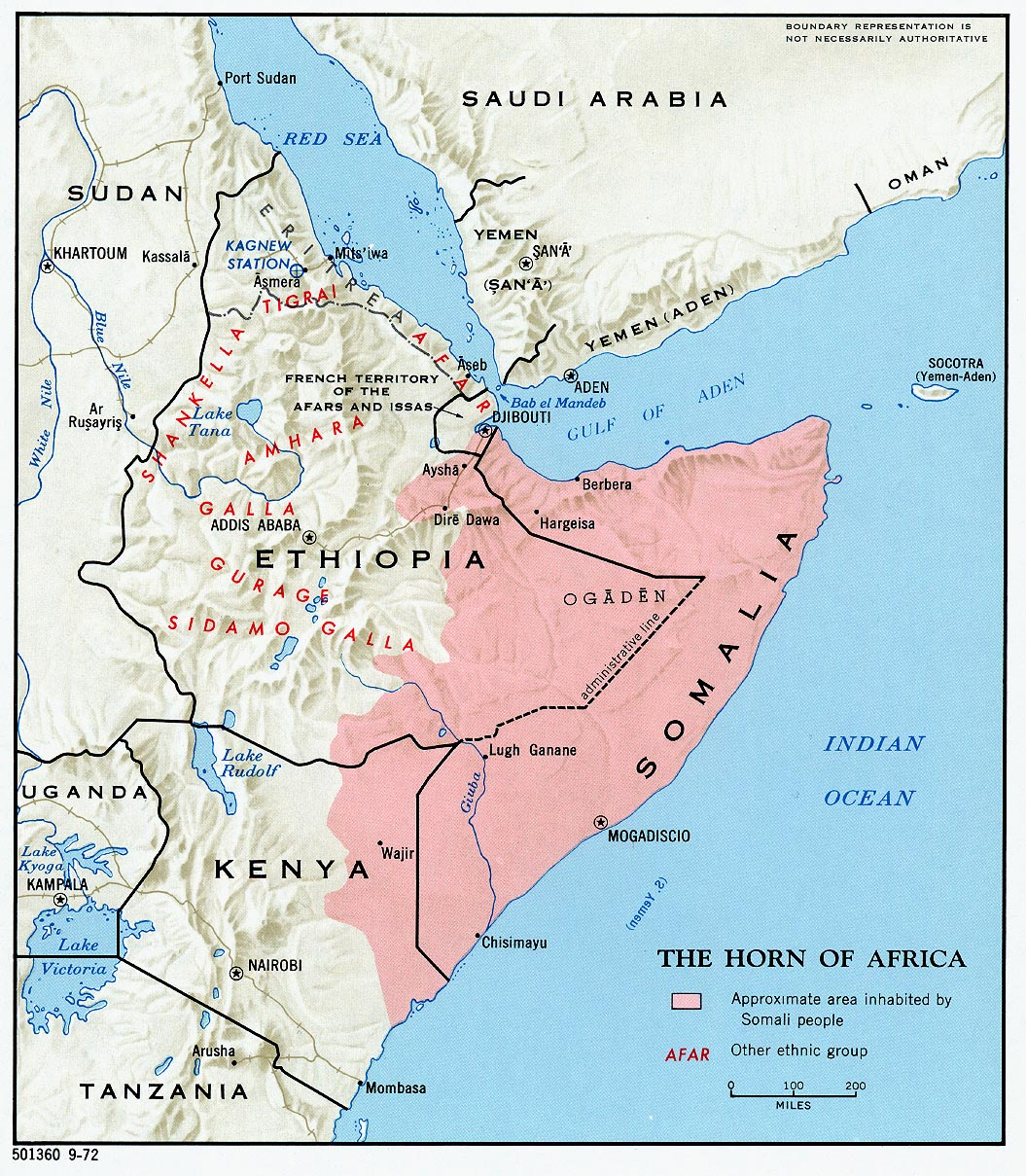
Răspândirea limbii

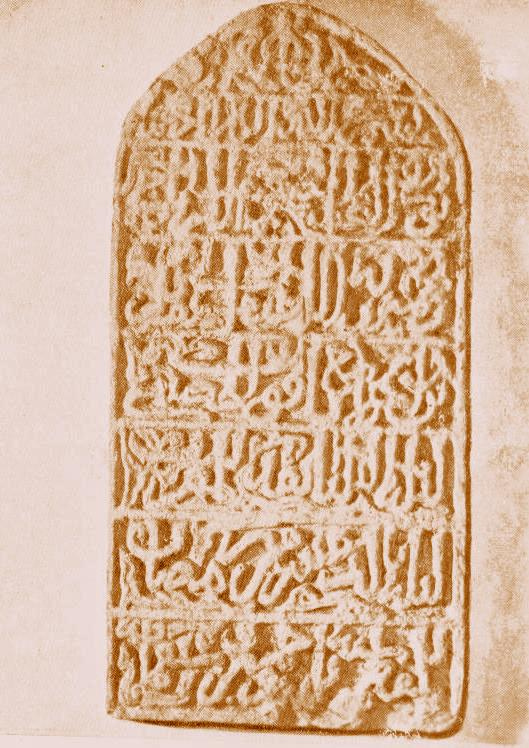
Piatră din sec. XIV cu scriere arabă și somaleză

Limba somaleză (somaleză Afsoomaali, arabă الصومالية) aparține ramurii estice a limbilor cușitice care fac parte din familia de limbi afro-asiatice. Cele mai apropiate limbi de somaleză sunt afar și oromo. Somaleza este cea mai bine documentată dintre limbile cushidice, cu studii academice începute înainte de 1900. Somalia este singura țară din Africa în care o singură limbă este vorbită de toată populația, somaleza. Limba somaleză mai este vorbită în Somaliland (stat nerecunoscut internațional), Djibouti, Etiopia, Yemen, Kenya. Există comunități de limbă somaleză în Orientul Mijlociu, Europa și America de Nord. 13-25 milioane sunt vorbitori nativi de limbă somaleză și încă 500000 pentru care somaleza este a doua limbă.